# Château de Dardagny
Le château de Dardagny est un château genevois située sur le territoire de la commune de Dardagny, en Suisse.

## Histoire
Entre le XIIIe siècle et le XVIIe siècle, deux maisons fortes séparées par une ruelles se dressaient sur les lieux du château actuel. Ce n'est que dans la seconde moitié du XVIIe siècle qu'elles sont réunies entre les mains du même propriétaire, puis physiquement reliées par une galerie et une tour d'escalier à vis.
Le nouveau château passe ensuite entre les mains de plusieurs propriétaires, parmi lesquels la famille Lullin ; en 1721, il est acheté par le hollandais Jean Vasserot dont le fils et héritier transforme totalement le bâtiment. 
En 1780 & 1781, un orgue y est installé par les frères Nicolas & Jean-Jacques Scherrer, dans la salle des Chevaliers, pour le propriétaire du moment, Jacques-Antoine Horngacher.  
Le château passe encore entre les mains de Jean-Louis Fazy, frère de James et du compositeur Charles Bovy-Lysberg. En 1904, la commune rachète le bâtiment dans le but de le démolir pour le remplacer par une école. Devant les protestations, la municipalité change d'avis et le transforme en bâtiment communal et en école.